# Greatest Hits (Westlife)
Greatest Hits este al doilea album greatest hits și al doisprezecelea album al trupei irlandeze Westlife lansat pe 21 noiembrie 2011, fiind de asemenea și ultima lor lansare discografică. . Greatest Hits este al doilea album greatest hits al trupei după Unbreakable Vol. 1: The Greatest Hits din 2002. Acesta este primul album al trupei care să nu fie lansat sub casa de discuri Syco Music și fără tutelajul lui Simon Cowell, trupa părăsind Syco și pe Cowell în martie 2011. Albumul greatest hits conține numeroase hituri din toată cariera trupei plus patru piese noi, care include single-ul "Lighthouse", care preceda lansarea albumului, melodia fiind lansată pe 14 noiembrie 2011. Melodia a ocupat locul 32 în Regatul Unit și a părăsit topul după doar o săptămână, fiind melodia trupei cu cea mai slabă clasare în această țară. În Irlanda melodia a ocupat locul 11. Albumul a atins locul 4 în Regatul Unit, fiind albumul Westlife cu cea mai slabă clasare în această țară. Cu toate acestea, a ocupat locul 1 în Irlanda. Albumul s-a vândut în 423.000 de exemplare în Regatul Unit, ocupând astfel locul 19 în topul celor mai bine vândute albume ale anului. 

## Lista de melodii

### Ediția standard
1. Swear It Again
2. If I Let You Go
3. Flying Without Wings
4. I Have a Dream
5. Against All Odds (Take a Look at Me Now)
6. My Love
7. Uptown Girl
8. Queen of My Heart
9. World of Our Own
10. Mandy
11. You Raise Me Up
12. Home
13. What About Now
14. Safe
15. Lighthouse
16. Beautiful World
17. Wide Open
18. Last Mile of the Way

### CD 2 (Ediția deluxe)
1. Seasons in the Sun
2. Fool Again
3. What Makes a Man
4. When You're Looking Like That
5. Bop Bop Baby
6. Unbreakable
7. Obvious
8. When You Tell Me That You Love Me
9. Amazing
10. The Rose
11. Us Against the World
12. What About Now (Live la O2)
13. Uptown Girl (Live la O2)
14. Mandy (Live la O2)
15. Home (Live la O2)
16. Flying Without Wings (Proms in the Park 2011)
17. You Raise Me Up (Proms in the Park 2011)